# Eslavofilisme

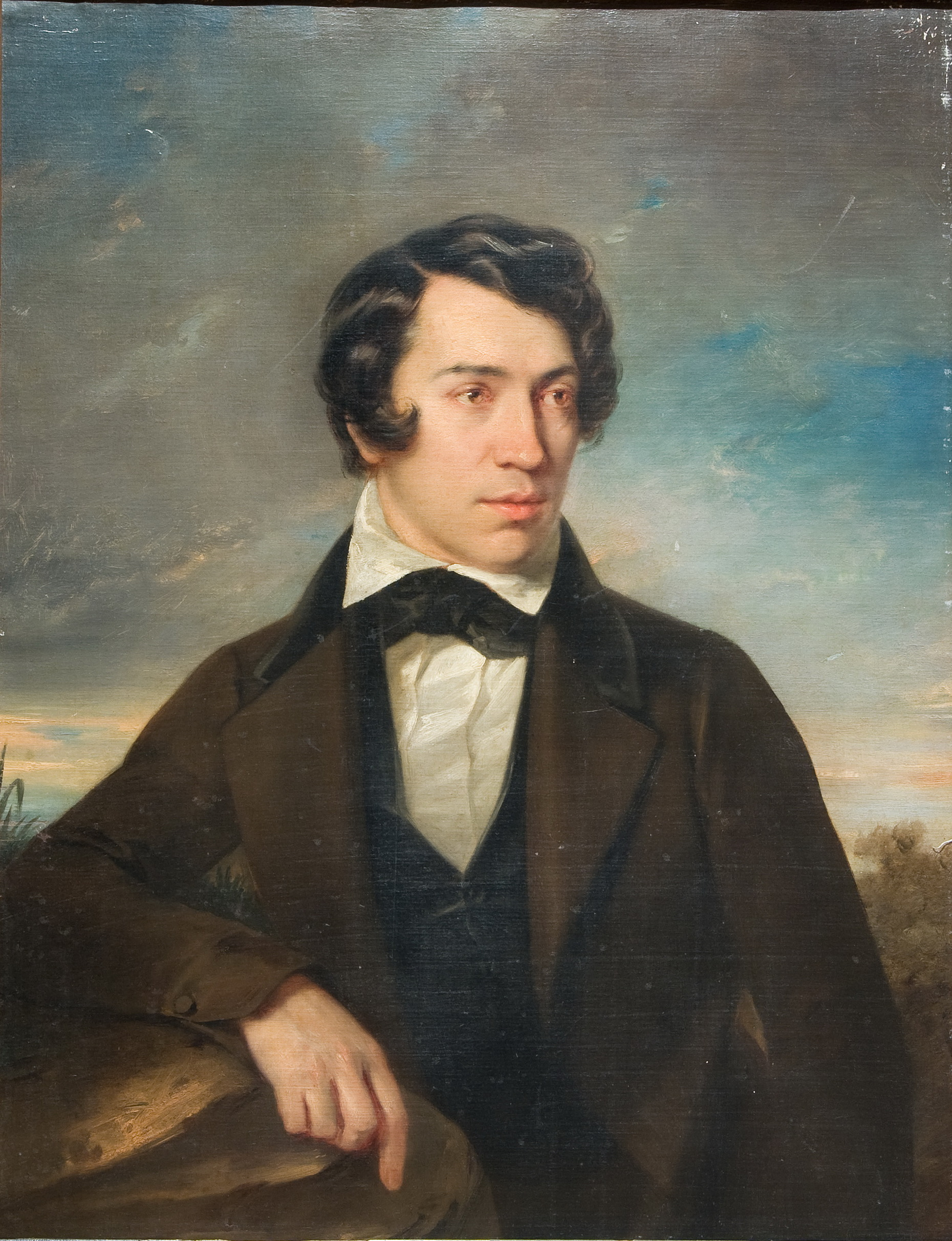
Aleksei Khomiakov

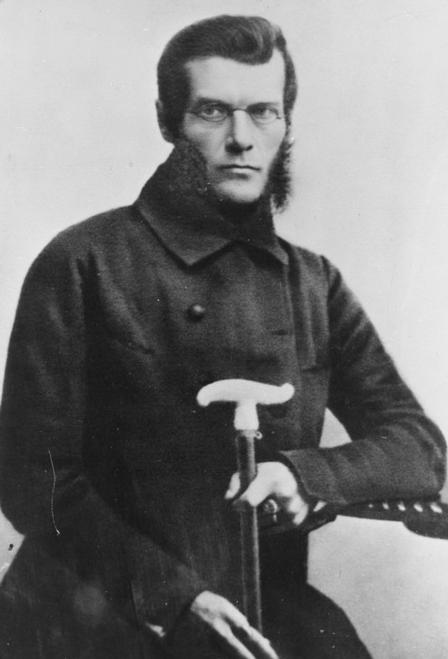
Ivan Kiréievski

L'eslavofília o eslavofilismefou una corrent literari i religiós del pensament social i filosòfic de Rússia, que va prendre forma durant els anys trenta i quaranta del segle xix,amb l'objectiu de revelar la identitat de Rússia, les seves típiques diferències amb Occident. Els eslavòfils s'oposaven a les influències d'Europa Occidental a Rússia. Els seus representants més destacats són Aleksei Khomiakov, Ivan Kiréievski, Konstantín i Ivan Aksàkov i Iuri Samarin.
Els eslavòfils estat vinculats amb el crític i historiador Stepan Xeviriov i l'historiador i escriptor Mikhaïl Pogodin.
La data concisa on comença la formació de l'eslavofilisme és, en la historiografia, la publicació de l'article d'Aleksei Khomiakov "Sobre el vell i el nou", rus: О старом и новом l'any 1839.
Com va escriure Riasanovsky
| « | Els eslavòfils eren un grup d'intel·lectuals romàntics que van formular un sistema ideològic versàtil i inusual basat en la seva convicció de la superioritat i la missió històrica significativa de l'ortodòxia i de Rússia. | » |

El desenvolupament de l'eslavofilisme va durar des de la dècada de 1840 fins al final de la dècada següent, quan la majoria dels seus principals ideòlegs van morir.
Hi va haver també moviments similars a Polònia, Sèrbia i Croàcia, Bulgària i Txecoslovàquia.

## Principis
L'assumpció bàsica de l'eslavofilisme era la creença en la possibilitat d'una coexistència pacífica i harmoniosa de les nacions. També van posar èmfasi en la necessitat que els creients creessin una comunitat basada en la veritat, l'amor i la llibertat, que, en la seva opinió constituïen la base de la fe ortodoxa (es referien al funcionament d'una comunitat com a sobórnost). Argumentaven que aquest tipus de comunitat fou creada pels eslaus, citant en particular el funcionament de les comunitats rurals i els Zemski Sobor.Segons els eslavòfils, a la Rússia moscovita hi havia relacions harmonioses entre la gent i els governants, que eren resultat de la fe ortodoxa. Se suposava que definia el caràcter dels russos com a persones que estimen la justícia i la llibertat de l'esperit, a més de treballar junts.
Els eslavòfils veien la necessitat de resoldre una sèrie de problemes socials a Rússia. Cercaven inspiració per fer les reformes necessàries en la història d'aquest país, i afirmaven que cada país es desenvolupa d'una manera única i no pot prendre altres com a model.Advocaven per la supressió de Rússia dels elements de la cultura occidental introduïts al país per Pere el Gran, i afirmaven que la seva aparició (en particular, la difusió del racionalisme occidental i del legalisme) pertorbava el desenvolupament harmònic la societat. L'Església Catòlica i les esglésies protestants es consideraven els portadors del racionalisme (incompatibles amb l'amor i l'harmonia). Argumentaven que la neteja de la cultura russa d'influències estrangeres també permetria la renovació de la cultura europea, ja que una Rússia renaixent seria un exemple per a altres països.Segons Ludwik Bazylow, en la seva recerca d'eslavòfils, mai no van renunciar a la visió subjectiva de la història i van justificar les seves tesis amb esdeveniments apropiats de la història de Rússia. És a dir, els van utilitzar selectivament.
Els eslavòfils van desenvolupar el concepte de la Santa Rússia, i l'identificaren amb la Rússia tsarista contemporània. En aquesta perspectiva, Rússia era la guardiana de la tradició cristiana impol·luta i del sistema social just,o fins i tot l'únic país cristià del món, el pilar de "l'Església lluitadora i pelegrina".Aquest concepte, gràcies al suport del tsar Nicolau I, a mitjan segle xix es va convertir en part de la ideologia oficial de l'Estat. Al mateix temps, l'actitud dels eslavòfics davant de l'autocràcia tsarista era ambivalent. En proclamar la necessitat de construir una comunitat basada en un vincle voluntari, van criticar totes les formes de coacció, van demanar la llibertat d'expressió, d'impressió i de religió a Rússia, així com la manumissió dels camperols.Aleksei Khomiakov també va actuar contra la burocràcia, la interferència de les autoritats en la vida privada i la pena de mort.Per tant, moltes publicacions eslavòfiles van quedar bloquejades per la censura.D'altra banda, reconeixent la peculiaritat de la naturalesa humana, van tractar l'existència dels governs com una necessitat i el funcionament de l'autocràcia com a important tradició russa; Els eslavòfils van rebutjar els conceptes occidentals de monarquia constitucional. No obstant això, mai no van considerar la monarquia absoluta com l'única forma apropiada de sistema. En lloc d'això, van crear visions de la monarquia patriarcal, el governant de la qual es basa en la confiança de les persones, expressada en reunions convocades.
La inspiració per als eslavòfils fou el romanticisme europeu; les seves idees es van adaptar al sòl rus i es van enriquir amb conceptes derivats directament de la teologia ortodoxa.Arran dels romàntics alemanys, els eslavòfils veien en la història lluites corporals i espirituals.
La tendència que competí amb l'eslavofilisme a la cultura russa fou l'occidentalisme.

## Després de la servitud
Després de la supressió de la servitud a Rússia i el final de la revolta a Polònia, a la dècada de 1870 i 1880 van aparèixer nous pensadors eslavòfils, representats per erudits com Nikolai Danilevski, que va exposar una visió de la història com a circular i Konstantín Leóntiev.

## Pótxvennitxestvo
Escriptor posterior, com ara Fiódor Dostoievski, Konstantín Leóntiev i Nikolai Danilevski van desenvolupar una peculiar versió conservadora de l'eslavofilisme, l'anomenat pótxvennitxestvo (de la paraula russa per al sòl). L'ensenyament, tal com va expressar Konstantín Pobedonóstsev (procurador cap del Sant Sínode de l'Església Ortodoxa Russa), va ser adoptat com a ideologia oficial tsarista durant els regnats d'Alexandre III i Nicolau II. Fins i tot després de la Revolució Russa de 1917, va ser desenvolupat per filòsofs religiosos emigrats, com ara Ivan Ilín (1883–1954).
Molts eslavòfils van influir en destacats pensadors de la Guerra Freda com George F. Kennan, i inculcaren en ells un amor per a l'Imperi Rus en oposició a la Unió Soviètica. Això, al seu torn, va influir en les seves idees de política exterior, com la creença de Kennan que el ressorgiment del Patriarcat Ortodox de Rússia, el 1943, donaria lloc a la reforma o derrocament de la dictadura de Ióssif Stalin.